# Khai Bahar
Khai Bahar, właśc. Muhammad Khairul Bin Baharuddin (ur. 28 lutego 1994 w Perlis) – indonezyjski piosenkarz, który swoją popularność zdobył na platformie SMULE.

## Życiorys
Muhammad Khairul Bin Baharuddin, występujący pod pseudonimem Khai Bahar, urodził się 28 lutego 1994 roku w stanie Perlis w Indonezji. Rozpoczął swoją karierę muzyczną jako uliczny muzyk w Kuching w stanie Sarawak. Równocześnie regularnie publikował na swoim kanale YouTube, o nazwie Muhammad Khairul, covery utworów oraz własne kompozycje. Był też zapraszany do wykonania utworów otwierających koncerty dla popularnych artystów. Brał też udział w przesłuchaniu dl reality show Akademi Fantasia, ale bez powodzenia.
W 2015 roku zamieścił pierwszy utwór na platformie SMULE. Była to piosenka Flashlight oryginalnie wykonywana przez Jessie J. Szerszą rozpoznawalność w Malezji i Indonezji zyskał po tym, jak jego filmik przesłany na platformę SMULE stał się viralem na początku 2016 roku. Przedstawiał on wykonanie piosenki Recipe Berkasih przez Khaia Bahara w duecie z Siti Nordianą i zyskał ponad milion wyświetleń po miesiącu od przesłania. Wśród jego wykonanych piosenek, które zyskały szczególną popularność, znalazły się Sudah Ku Tahu, Ku Tak Akan Bersuara oraz Memori Berkasih zaśpiewana w duecie z Siti Nordiana.
W 2016 roku podpisał kontrakt z wytwórnią NAR Records. Po prawie trzech latach działalności pod szyldem wytwórni, wydał siedem solowych utworów: Bayang, Dari Jauh Saja, Sinar Syawal, Luluh, Cahaya 114, Jodohku i #123, a także trzy utwory śpiewane w duecie: Rahsia Kita z Fatin Husną, Satukan Rasa z Siti Nurhalizą oraz Nafas Cinta z Ainą Abdul.
W 2017 roku wygrał swoje pierwsze nagrody. Na gali Anugerah MeleTOP ERA 2017 zdobył nagrodę dla najlepszego nowego artysty, a na gali Anugerah Bintang Popular Berita Harian ke-30 nagrody w kategoriach Najpopularniejszy Artysta Męski i Najpopularniejszy Nowy Artysta. Następnie na gali Anugerah Planet Muzik 2017 poza nagrodą dla najlepszego piosenkarza, wygrał także nagrodę za najlepszą piosenkę za Bayang.
W 2019 roku zagrał główną rolę w serialu telewizyjnym Satukan Rasa. Następnie kontynuował karierę aktorską, występując w serialach Kisah Cinta Rumi i Shakira.